# Климашевский, Эдуард Леонардович
Эдуард Леонардович Климашевский (20 апреля 1927, Троицк, Уральская область — 19 сентября 1991) — советский учёный в области физиологии растений, доктор биологических наук (1968), член-корреспондент ВАСХНИЛ (1975).

## Биография
Родился в с. Троицке Челябинской области.
Окончил Свердловский СХИ (1953) и Уральский государственный университет (1960).
- 1953—1956 старший научный сотрудник, с 1954 зам. директора по научной работе, с 1955 директор Свердловской опытной станции.
- 1956—1962 старший научный сотрудник Уральского НИИ сельского хозяйства.
- 1962—1968 старший научный сотрудник, с 1964 заведующий лабораторией физиологии растений Биолого-почвенного института Дальневосточного научного центра АН СССР.
- 1968—1975 зам. директора по научной работе, одновременно зав. лабораторией физиологии минерального питания растений Сибирского института физиологии и биохимии растений СО АН СССР.
- Директор (1975—1977), заведующий лабораторией (1977—1983).
- 1983—1985 директор института биологии Бурятского филиала СО АН СССР.
- 1985—1991 заведующий отделом генетики минерального питания растений Донского зонального НИИ сельского хозяйства.

Доктор биологических наук (1968), старший научный сотрудник (1966), член-корреспондент ВАСХНИЛ (1975). Был женат на Климашевской Надежде Фёдоровне (доктор биологических наук)[уточнить].
Научные интересы:
- проблемы генотипической специфики минерального питания с.-х. культур (гороха, пшеницы, кукурузы, сои, ячменя), агрохимии и агротехники полевых культур.
- беспочвенное выращивание тепличных овощных культур на основе вермикулита.
- минеральное питание растений и их устойчивость к ионной токсичности в зоне корней.

Публикации:
- Известкование почв и урожаев / соавт. Е. В. Богомолова. — Свердловск: Кн. изд-во, 1956. — 48 с.
- Сахарная свекла в Свердловской области / соавт.: Л. К. Алеглан, В. И. Смирнова. — Свердловск: Кн. изд-во, 1962. — 84 с.
- Физиологические особенности корневого питания разных сортов кукурузы в Нечернозёмной полосе: очерки физиологии сорта. — М.: Наука, 1966. — 151 с.
- Генетический аспект минерального питания растений. — М.: Агропромиздат, 1991. — 415 с.